# یوشیناری هیاکوتاکه
یوشیناری هیاکوتاکه (انگلیسی: Yoshinari Hyakutake؛ زادهٔ ۲۱ نوامبر ۱۹۷۷) بازیکن فوتبال اهل ژاپن است.
از باشگاه‌هایی که در آن بازی کرده‌است می‌توان به باشگاه فوتبال سرزو اوساکا اشاره کرد.